# Tipula fortistyla
Tipula fortistyla är en tvåvingeart som beskrevs av Alexander 1934. Tipula fortistyla ingår i släktet Tipula och familjen storharkrankar. Inga underarter finns listade i Catalogue of Life.